# Rod Temperton
Rodney Lynn „Rod“ Temperton (* 9. Oktober 1949 in Cleethorpes; † 25. September 2016 in London) war ein britischer Songwriter, Musikproduzent und Musiker. Er schrieb, neben vielen anderen Kompositionen, für Michael Jackson den Titel Thriller sowie weitere Hits für dessen gleichnamiges Album Thriller, welches das derzeit meistverkaufte Musikalbum ist.

## Werdegang
Temperton besuchte die De-Aston-Schule in Market Rasen. 1972 gründeten Temperton und Bernd Springer, der per Zeitungsanzeige einen Keyboarder suchte, in Worms die Soul-Coverband Sundown Carousel. Mit ihrer Gruppe tourten sie durch Clubs und G.I.-Kneipen in Mannheim. Während der 1970er lernte Temperton Quincy Jones kennen. Anfang der 1980er verließ Temperton Worms in Richtung Beverly Hills. Er schrieb und komponierte für zahlreiche Künstler, u. a. Donna Summer, Herbie Hancock, Aretha Franklin, George Benson, LL Cool J und Mariah Carey und war als Keyboarder Gründungsmitglied der Funkband Heatwave. Für Miss Celie’s Blues (Sister), den er mit Jones für den Film Die Farbe Lila komponierte, bekam er eine Oscar-Nominierung.

## Werke (Auswahl)
Auszug einiger Werke von Temperton:
- Michael Jackson – Rock with You, Off the Wall, Burn This Disco Out, Baby Be Mine, The Lady In My Life, Thriller, Someone in the Dark, Hot Street
- Heatwave – Boogie Nights, The Groove Line, Gangsters of the Groove, Lettin’ It Loose, Always and Forever, Keep Tomorrow for Me
- James Ingram & Michael McDonald – Yah Mo B There
- Tamia – You Put a Move on My Heart
- Rufus – Masterjam, Live in Me
- Donna Summer – Love Is in Control (Finger on the Trigger), Livin’ In America, Love Is Just a Breath Away
- Quincy Jones – The Dude, Razzamatazz, Somethin’ Special, Turn On the Action, The Secret Garden, Soundtrack Die Farbe Lila, Back on the Block, Baby Come to Me, You Put a Move on My Heart, Q’s Jook Joint
- Herbie Hancock – Lite Me Up, Getting to the Good Part, Motor Mouth
- Aretha Franklin – Livin’ in the Streets
- Jeffrey Osborne – We Belong to Love
- Bob James – Sign of the Times, The Steamin’ Feelin’
- The Manhattan Transfer – Mystery, The Spice of Life
- George Benson – Give Me the Night, Love x Love
- James Ingram – It’s Your Night
- Anita Baker – Mystery
- Patti Austin – Every Home Should Have One, Do You Love Me?, The Genie
- Michael McDonald – Sweet Freedom
- Karen Carpenter – Lovelines, If We Try
- C+C Music Factory – Share That Beat of Love
- Angie Stone – Lovers’ Ghetto
- Mariah Carey – I’m That Chick